# Zisterzienserinnenabtei Binderen
Die Zisterzienserinnenabtei Binderen war von 1237 bis 1648 ein Kloster der Zisterzienserinnen in Helmond, Provinz Nordbrabant, in den Niederlanden.

## Geschichte
Die Kaiserwitwe Maria von Brabant stiftete 1237 zum Andenken an Kaiser Otto IV. das Nonnenkloster Sancta Maria de Valle Imperatricis (auch: Locus imperatricis) am Ort Binderen bei Helmond, das 1246 zisterziensisch wurde und bis 1648 bestand. Seit 1941 steht eine Marienkapelle am Ort, die durch Umwandlung des ehemaligen Schafstalls entstand. Das nach Lieshout verkaufte Eingangstor wurde in Kopie neu errichtet.